# Burbank (Illinois)
Burbank es una ciudad ubicada en el condado de Cook en el estado estadounidense de Illinois. En el Censo de 2010 tenía una población de 28925 habitantes y una densidad poblacional de 2.676,89 personas por km².

## Geografía
Burbank se encuentra ubicada en las coordenadas 41°44′40″N 87°46′7″O / 41.74444, -87.76861. Según la Oficina del Censo de los Estados Unidos, Burbank tiene una superficie total de 10.81 km², de la cual 10.81 km² corresponden a tierra firme y (0%) 0 km² es agua.

## Demografía
Según el censo de 2010, había 28.925 personas residiendo en Burbank. La densidad de población era de 2.676,89 hab./km². De los 28.925 habitantes, Burbank estaba compuesto por el 81,71% blancos, el 1,88% eran afroamericanos, el 0,39% eran amerindios, el 2,51% eran asiáticos, el 0,04% eran isleños del Pacífico, el 11,24% eran de otras razas y el 2,22% pertenecían a dos o más razas. Del total de la población el 26,55% eran hispanos o latinos de cualquier raza.